# Vsevolod Ėmil'evič Mejerchol'd
Vsevolod Ėmil'evič Mejerchol'd (in russo Всеволод Эмильевич Мейерхольд?; Penza, 9 febbraio 1874 – Mosca, 2 febbraio 1940) è stato un regista russo.

## Biografia
Esordisce come attore nella compagnia del Teatro d'Arte di Mosca guidata da Kostantin Stanislavskij e Vladimir Nemirovič-Dančenko per poi passare alla regia nell'ambito di una propria formazione che fa il giro dei piccoli teatri della provincia russa. Nel 1905, già noto impresario teatrale decide di tornare a Mosca, al Teatro D'Arte, da Stanislavskij, il quale organizza una nuova compagnia diretta dallo stesso abile Mejerchol'd. Nasce così l'importante periodo del Teatro Studio di Mosca. Segue un breve rapporto con l'attrice russa Vera Kommisarževskaja che gli affida la propria compagnia a San Pietroburgo; in questa città Mejerchol'd lavora stabilmente fino allo scoppio della rivoluzione bolscevica dividendosi tra i due teatri imperiali, Teatro Aleksandriskij e Teatro Mariinskij, in cui porta in scena spettacoli di prosa (Don Giovanni o Il convitato di pietra di Molière, L'uragano di Aleksandr Nikolaevič Ostrovskij) e di teatro musicale (Tristano e Isotta di Richard Wagner, Elettra, Orfeo ed Euridice).
Nel 1917 lascia i teatri imperiali e lavora nella sezione teatrale del Commissariato per l'Istruzione. La sua poetica ne è profondamente condizionata: nel 1920 fonda a Mosca un nuovo teatro, il Teatr RSFSR 1 ("Teatro Mejerchol'd" dal 1923), e qui rivisita in chiave rivoluzionaria molti classici del teatro russo ed europeo (tra gli altri Albe di Verhaeren, 1920; Mistero-Buffo di Vladimir Majakovskij, 1921; Il revisore di Nikolaj Gogol', 1926; Che disgrazia l'ingegno! di Griboedov, 1928; Dama delle camelie di Alexandre Dumas, 1934; 33 svenimenti da atti unici di Anton Čechov, 1935). A lui si devono la ricerca e le regole nel campo della biomeccanica dell'attore che avranno grande influenza nella pedagogia teatrale successiva. Si interessò a numerosi saggi sulla tecnica registica e sull'arte della recitazione, scritti dal docente, attore e regista Aleksandr Pavlovič Lenskij.
Negli anni trenta è sempre più nel mirino della critica ufficiale che lo accusa di trotskismo e di tendenze contrarie al realismo socialista e va incontro ai suoi anni più bui; la stampa lo attacca, i suoi spettacoli vengono vietati ed è sospeso l'avanzamento del suo progetto per la costruzione di un nuovo teatro. Il 17 dicembre 1937 la Pravda pubblica un violento attacco a firma Platon Michajlovič Keržencev in cui il teatro e l'intera carriera di Mejerchol'd vengono accusati di essere estranei e ostili alla società sovietica. Il 20 giugno 1939 viene arrestato dopo essersi categoricamente rifiutato di sospendere le prove dell'opera Semën Kotko di Sergej Prokof'ev. Nei mesi successivi, sotto tortura, gli vengono estorte dichiarazioni in cui si dichiara militante antirivoluzionario e trockista. Il 1º febbraio 1940 è condannato a morte, la sentenza è eseguita il giorno successivo mediante fucilazione. Anche la moglie di Mejerchol'd, Zinaida Reich, attrice negli spettacoli del Teatro Mejerchol'd, viene uccisa in casa, accecata e massacrata a coltellate.

## Filmografia (parziale)

### Regista
- Portret Doriana Greja (1915)

### Attore
- Belyj orël (Белый орёл), regia di Jakov Protazanov (1928)

## Opere e saggi
- Angelo Maria Ripellino,Il trucco e l'anima. I maestri della regia nel teatro russo del Novecento, Torino, Giulio Einaudi Editore, 1965 e 2002. ISBN 9788806162474.
- L'attore biomeccanico, Testi raccolti e presentati da Nicolaj Pesočinskij, a cura di Fausto Malcovati, Milano, Ubulibri, 1993. ISBN 9788877481238.
- 1918. Lezioni di teatro, a cura di Fausto Malcovati, traduzione di Fausto Malcovati e Cristina Moroni, Bologna, Cue Press, 2020. ISBN 9788899737214.
- I 33 svenimenti. L'ultimo spettacolo di Mejerchol'd, a cura di Fausto Malcovati, traduzione di Fausto Malcovati e Emanuela Guercetti, Bologna, Cue Press, 2020. ISBN 9788855100908.
- L'ottobre teatrale, 1918-39, a cura di Fausto Malcovati, traduzione di Silvana de Vidovich, Bologna, Cue Press, 2020. ISBN 9788855100076.
- L'attore biomeccanico, a cura di Fausto Malcovati, traduzione di Maria Rosaria Fasanelli e Fausto Malcovati, con Nikolaj Pesočinskij, Bologna, Cue Press, 2019. ISBN 9788899737177.